# Z(4430)
Z(4430) hạt meson cộng hưởng được phát hiện lần đầu tiên bởi thí nghiệm Belle vào năm 2007. Nó có khối lượng vào khoảng 4430 MeV/c2. Hạt cộng hưởng này sau đó được thí nghiệm LHCb xác nhận là tồn tại với ý nghĩa thống kê ở mức 13,9 σ. Nó mang điện tích âm (-1) và có thành phần gồm bốn hạt quark ccdu (quark duyên, phản quark duyên, quark xuống, phản quark lên), và thuộc về một trong các họ hạt tetraquark. Nó có số lượng tử spin-chẵn lẻ JP = 1+.
Hạt này cùng với các hạt X(3872), Zc(3900) và Y(4140) được coi là các hadron ngoại lai được xác nhận bằng thực nghiệm, mặc dù Z(4430) là hạt đầu tiên có mức ý nghĩa thống kê cao cho phép có thể khẳng định là nó thực sự tồn tại.